# هوم هوم
هوم هوم (به لاتین: Hum Hum) یک آبشار در بنگلادش است.